# Орёл, Степан Фёдорович
Степан Фёдорович Орёл (1913—1945) — красноармеец Рабоче-крестьянской Красной Армии, участник Великой Отечественной войны, Герой Советского Союза (1945).

## Биография
Степан Орёл родился в 1913 году в селе Благодатное (ныне — Арбузинский район Николаевской области Украины). Рано остался без родителей, воспитывался у родственников. После окончания начальной школы работал в колхозе. В 1941 году Орёл был призван на службу в Рабоче-крестьянскую Красную Армию. С того же года — на фронтах Великой Отечественной войны. Во время одного из боёв получил ранение и был взят в плен. Орлу удалось бежать из лагеря для военнопленных и вернуться на родину, где в оккупации он прожил до самого освобождения. В июле 1944 года он повторно был призван в армию.
К февралю 1945 года красноармеец Степан Орёл был стрелком 1069-го стрелкового полка 311-й стрелковой дивизии 61-й армии 1-го Белорусского фронта. Отличился во время освобождения Польши. 17 марта 1945 года во время сражения за населённый пункт Хёкендорф в 8 километрах к юго-западу от Штеттина Орёл лично уничтожил около 20 солдат и офицеров противника. Во время отражения немецкой танковой контратаки Орёл со связкой гранат бросился к головному танку противника и, несмотря на прошившую его пулемётную очередь, бросился под танк, ценой своей жизни уничтожив его. Похоронен на месте боёв.
Указом Президиума Верховного Совета СССР от 31 мая 1945 года за «мужество, отвагу и героизм, проявленные в борьбе с немецкими захватчиками» красноармеец Степан Орёл посмертно был удостоен высокого звания Героя Советского Союза. Также был награждён орденами Ленина и Красной Звезды.
Место захоронения г. Щецин, ул. Ку Слоньцу, 125а. Могила участок В, ряд 2, могила 3.